# Radošiće
Radošiće (em cirílico: Радошиће) é uma vila da Sérvia localizada no município de Ráscia, pertencente ao distrito de Ráscia, na região de Ráscia. A sua população era de 162 habitantes segundo o censo de 2011.

## Demografia
| 1948 | 1953 | 1961 | 1971 | 1981 | 1991 | 2002 | 2011                             |
| ---- | ---- | ---- | ---- | ---- | ---- | ---- | -------------------------------- |
| 349  | 406  | 447  | 390  | 319  | 248  | 224  | 162<ref name='stats' <='' td=''> |